# Spyridium microphyllum
Spyridium microphyllum är en brakvedsväxtart som först beskrevs av Reiss., och fick sitt nu gällande namn av George Claridge Druce. Spyridium microphyllum ingår i släktet Spyridium och familjen brakvedsväxter. Inga underarter finns listade i Catalogue of Life.